# Сенява
Сеня́ва (у давніших джерелах Сїнява; пол. Sieniawa) — місто у південно-східній Польщі.
Належить до Переворського повіту Підкарпатського воєводства. Адміністративний центр гміни Сінява. Розташоване в Надсянні на українсько-польському етнографічному прикордонні (до 1947).

## Історія
Отримало міські права в 1676 р. Деякий час — резиденція Сенявських.
До заборони УГКЦ в 1947 р. в місті була мурована греко-католицька церква Воздвиження Чесного Хреста, збудована в 1629 р., яка була парафіяльною, також місто було центром Сінявського деканату Перемишльської єпархії.
На 1.01.1939 в місті з 2090 населення було 80 українців, 910 поляків, 1100 євреїв. Місто належало до Ярославського повіту Львівського воєводства.
У середині вересня 1939 року німці окупували місто, однак уже 26 вересня 1939 року мусіли відступити, оскільки за пактом Ріббентропа-Молотова воно належало до радянської зони впливу. 27.11.1939 постановою Верховної Ради УРСР Сенява включена до Любачівського повіту. 17 січня 1940 року місто стало центром новоутвореного Синявського району Львівської області. В червні 1941, з початком Радянсько-німецької війни, територія знову була окупована німцями. В липні 1944 року радянські війська оволоділи містом. У жовтні 1944 року західні райони Львівської області віддані Польщі. Українці не могли протистояти антиукраїнському терору після Другої світової війни. Частину добровільно-примусово виселили в СРСР (47 осіб — 12 родин). Решта українців попала в 1947 році під етнічну чистку під час проведення Операції «Вісла» і була депортована на понімецькі землі у західній та північній частині польської держави, що до 1945 належали Німеччині.

## Відомі люди
- Анатоль Вахнянин — український громадсько-політичний діяч, композитор, педагог і журналіст.
- Теребицький Казимир — будівничий сакральних споруд.

## Пам'ятки архітектури
З XVIII століття (у бароковому стилі):
- колишня церква (тепер — дім панахиди)
- домініканський монастир
- замок (перебудований у 1879–1881 рр.)
- ратуша
- залишки фортифікацій (XVII століття).

## Демографія
Демографічна структура станом на 31 березня 2011 року:
|          | Загалом | Допрацездатний вік | Працездатний вік | Постпрацездатний вік |
| -------- | ------- | ------------------ | ---------------- | -------------------- |
| Чоловіки | 1077    | 236                | 759              | 82                   |
| Жінки    | 1111    | 228                | 719              | 164                  |
| Разом    | 2188    | 464                | 1478             | 246                  |